# ذا كينغ أوف فايترز 94
ذا كينغ أوف فايترز 94 أو ملك المقاتلين 94 (بالإنجليزية: The King of Fighters '94)‏، هي لعبة قتال طورت ونشرت من طرف إس إن كي، وتعد الجزء الأول من سلسلة ذا كينغ أوف فايترز، صدرت عام 1994 لأول مرة على ألعاب الصالات، ونيو جيو، وأعيدت إصداراتها على منصات بلاي ستيشن 2 وبلاي ستيشن 4 ونينتندو سويتش.

## القصة
روجال بيرنشتاين ، تاجر أسلحة ومخدرات سيئ السمعة وعديم الرحمة ولكنه ماهر ومؤثر في السوق السوداء، يصاب بالملل من قلة المنافسة، يقرر استضافة بطولة زعيم المقاتلين الجديدة بعد إعلانات KOF السابقة. يقرر روغال، إرسال 24 دعوة لأشخاص معينين حول العالم. على عكس بطولات KOF الثلاث السابقة الموضحة في أرتس أوف فايتنغ 2, الغضب القليل: زعيم المقاتلين و فاتال فيوري 2 ؛ King of Fighters الجديد عبارة عن بطولة جماعية تضم ثمانية فرق من ثلاثة، يمثل كل منهم جنسية مختلفة.
في ختام البطولة، دعا السكرتير الشخصي لروجال ، ماتشيور، الفريق الياباني لخوض مباراته النهائية داخل بلاك نوا. كان هناك عندما كشف روغال عن الهدف الحقيقي لبطولته: هزيمة الفريق الفائز وإضافته إلى مجموعته المروعة من الخصوم السابقين الذين تحولوا إلى تماثيل. يرى كيو كوساناغي، والده المهزوم هناك ويقرر الانتقام له. عندما تعرض روغال للضرب نهائيا، قام بتشغيل آلية التدمير الذاتي على سفينته. يهرب الفريق ويقررون التفكير في انتصارهم.